# Thug Stories
Thug Stories is een album van de Amerikaanse rap groep Bone Thugs-N-Harmony. Het album kwam uit op 19 september 2006. De eerste single is "Don't Stop". De tweede single is "Fire". Het album wordt onder Koch Records uitgebracht.

## Nummerlijst
1. "Intro"
2. "Call Me"
3. "Thug Stories"
4. "She Got Crazy"
5. "Don't Stop"
6. "Do It Again"
7. "So Sad"
8. "Fire"
9. "What You See (Reload)"
10. "Stand Not In Our Way"
11. "Still No Surrender"
12. "This Life